# 會賢洞
會賢洞（：／ Hoehyeon dong */?），是位于韩国首尔中区的一个行政洞，位于中区西南部。

## 概況
會賢洞的名稱來源於朝鲜王朝時期，有很多人曾在該地區會見官員，用會賢或會晤來簡稱之。宣祖設立了宣惠廳，並把此地命名為好賢坊，並將附近的明禮坊一同納入至漢城府五部52坊的範圍下，後將南倉洞亦劃入其中。後該地區改稱西部養生坊。本洞東面與明洞、西面與中林洞、北面與小公洞相接。

## 歷史
- 1914年，西部養生坊改稱西部町。
- 1946年10月，會賢洞成立，同時將西部町改稱西部洞，此外另成立東部洞，並且均納入至會賢洞的管轄區內。
- 1947年，根據調整，南倉洞下分為南大门路3街和南大门路4街，東部洞下分為會賢洞1街，西部洞下分為會賢洞2街和會賢洞3街，後西部洞劃入至南山洞管轄。
- 1955年4月18日，根據行政洞區劃的實施要求，將會賢洞1街分為會賢1街第1洞和會賢1街第2洞[2]。
- 1970年5月18日，將會賢洞1街之下的會賢1街第1洞和會賢1街第2洞合併為會賢1街洞，並設立管理處[3]，地點位於退溪路46號（會賢洞1街164號）。
- 1975年10月1日，因轄區內居民減少，將南山洞所轄的會賢洞2街和會賢洞3街劃入本洞管轄[4]。
- 1980年7月1日，將小公洞的部分區域劃入本洞管轄[5]。
- 1992年1月3日，將南大门路3街洞和南大门路4街洞劃入本洞管轄[6]。
- 1998年9月14日，根據進一步調整，將南大门路5街洞劃入本洞管轄，並且改名為南大门路5街。此外，將蓬莱洞1街、蓬莱洞2街和巡和洞劃入本洞管轄[7]。

## 下轄法定洞
- 會賢洞1街
- 會賢洞2街
- 南倉洞
- 南大门路3街
- 南大门路4街
- 南大门路5街
- 蓬莱洞1街
- 蓬莱洞2街
- 忠武路1街
- 巡和洞[8]。

## 交通
- 首尔站、首尔站 (地下)
- 首尔地铁4号线会贤站

## 商业
- 南大门市场

## 景点
- 崇礼门